# Burundis herrlandslag i fotboll
Burundis herrlandslag i fotboll representerar Burundi i fotboll för herrar. Laget spelar vanligtvis sina hemmamatcher på Intwaristadion i Bujumbura.

## Historik
Burundi spelade sin första landskamp den 9 oktober 1964 borta mot Uganda. Matchen slutade 7–5 till Uganda. 
Laget har aldrig kvalificerat sig för fotbolls-VM. I kvalet till VM 1998 slog man ut Sierra Leone och kvalificerade sig därmed för den sista kvalrundan, men laget drog sig ur tävlingen med anledning av det då pågående burundiska inbördeskriget.
Burundi spelade för första gången i det Afrikanska mästerskapet 2019.